# Verbascum bitlisianum
Verbascum bitlisianum är en flenörtsväxtart som beskrevs av Hub.-mor.. Verbascum bitlisianum ingår i släktet kungsljus, och familjen flenörtsväxter. Inga underarter finns listade i Catalogue of Life.